# 单花吊钟花
单花吊钟花（学名：Enkianthus pauciflorus），为杜鹃花科吊钟花属下的一个植物种。